# Быковая Гребля
Бы́ковая Гре́бля (укр. Бикова Гребля) — село, входит в Белоцерковский район Киевской области Украины.
Население по переписи 2001 года составляло 537 человек. Телефонный код — .

## Местный совет
09180, Киевская обл., Белоцерковский р-н, с. Быковая Гребля, ул. П. Кабулы, 5